# 高杉'Jay'二郎
高杉'Jay'二郎（たかすぎ ジェイ じろう、本名・白石 重雄（しらいし しげお））は、大阪府交野市出身、吉本興業所属のラジオパーソナリティ、ナレーター、声優、俳優である。真ん中のJayはミドルネームでJay二郎ではない。番組によっては「JIRO」（じろう）と名乗る場合もある。

## 来歴・人物
ラジオ番組のパーソナリティとして、主に「DJ JIRO」名義で活躍。JIROとしては、2003年4月よりFM-FUJIで『RADIO-izm』月曜DJを担当、以後同局では『POWER STUDIO FROM FUJI』月・火曜日を経て現在は『PUMP UP RADIO』木曜日を担当しているほか、FM PORTの番組で東京からの生放送も担当している。また、J sports ESPNでの番組実況及びナレーションなども担当。過去にはbayfmやNACK5、TOKYO FMの番組も担当していた。
ナレーターとしてはa-nationのCMナレーションや様々なCMのナレーション、テレビ番組のナレーションなども担当。2019年9月まで読売テレビ『つながりファンタジー いつも!ガリゲル』のナレーションを担当、番組内ではコーナーによって5種類の声を使い分けていた。
声優としても活躍しており、主に『遊☆戯☆王デュエルモンスターズ』シリーズのペガサス・J・クロフォード役が有名である。
俳優としては桂三枝（現・六代桂文枝）の弟子修業時代に伊丹映画祭記念作品に主演、関西映画シーンに名を馳せる。その他関西ローカル朝日放送の名物ドラマ「部長刑事」にも準レギュラーで出演。在米時にはNHK土曜ドラマ「米田家の行方｣で主演も務め、日本放送愛好者協会賞を受賞する。また、堺正章主演のドラマでは、ラジオDJ（DJ JIRO本人役）で出演などもしている。
桃山学院大学4年のときに落語をしない弟子として、桂三枝に入門、3年間の弟子修業を終え吉本興業所属で初めてアメリカ、ハリウッドに留学。現地でハリソン・フォードに日本語（大阪弁）指導、殺陣師、FM局 DJなどを務めた後帰国。吉本初のDJ、スポーツDJ、ナレーターとして活動する。
そのラインからかつて『吉本女子プロレスJd'』のリングアナも行っていた。男女、総合を問わず様々な格闘技のリングにもあがっている。2010年にはフジテレビ系「はねるのトびらスペシャル」で北陽の虻川美穂子がボクシングで世界ランカーにチャレンジしたときもスペシャルリングアナウンサーを務めるなどバラエティ番組などでもリングアナとして登場している。
かつて、ハイパーヨーヨーの大会の実況を務めたこともあり、その縁で、漫画『超速スピナー』に登場したことがある。
現在の専門はXゲーム系の実況、プロレス、ボクシングなどスポーツDJ分野。スノーボードのニッポンオープンなどビッグ大会のDJも担当している。
2004年より2018年までJリーグ・ヴァンフォーレ甲府のメインスタジアムDJも行っていた。日韓ワールドカップなどで国際AマッチのDJも担当、高円宮杯U-15サッカー大会などでもDJを務めている。
2009年4月から『PUMP UP RADIO』 (FM-FUJI) 木曜日担当になるとともに、長年に渡った東京での生活に終わりを告げ、山梨県にIターンし、現在は山梨から東京に通う生活を送っている。2010年より山梨県から「やまなし大使」に任命され山梨の良さを県外に伝えている。
また、ラジオDJ界初の「温泉ソムリエアンバサダー」の資格も持ち、温泉正しい入浴法などの普及活動にも努めている。
日本で唯一の焚き火家として、様々なところで火を楽しむイベントを展開している。普段の移動はキャンピングカーでもある。その関係からかキャンピングカーショーでも講演を行うことも。またバイク好きでも知られ、ハーレーダビッドソンジャパン主催の日本最大のイベントMCなども務める。
本業とは別にUSTREAM中継やtwitterに特化した活動も行い、ソーシャルメディアをつかって多くの行政、企業をバックアップする社会活動家という面も持っている。
2011年に発生した東日本大震災ではいち早く現地に入り、様々な現地支援、後方支援活動を続けている。特に「お礼プロジェクト」として「ひまわりプロジェクト」を提唱（被災地にかわり義援金などをした人にお礼としてひまわりの種を配る、被災地を忘れないための活動を行っている）。その延長で9月に台湾にもおもむきお礼プロジェクトとして現地に御礼の気持ちを伝えた。配った種の総数は100万本以上、協力者として元オリンピックスキージャンプ代表葛西紀明選手らがいる。
2011年秋からは師匠桂三枝（現・六代桂文枝）から一門で初めて名前を亭号にもらい、「初代 三枝亭二郎」として落語家としての活動も開始、従来の落語家のスタイルではなく、師匠譲りの創作落語でクラブやミュージシャンのオープニングアクトなどで落語を披露している。オリジナルとしては「ラジオ的落語」を標榜、会場をラジオ的な世界に捉え、観客を巻き込んだ未だかつてない新しい落語のスタイルを演じている。
2012年7月23日には、富士山頂の富士山本宮浅間大社奥宮で奉納落語を披露した。
2014年秋からは山梨県から社会教育委員に任命され、その任に当たる。
テレビ山梨で2016年1月-2020年3月放送の「ウッティタウン6丁目」および2018年10月開始の「みなみおばちゃんの6丁目ガッチリ金曜日」では、高杉の遠縁という設定の「みなみおばちゃん」がレギュラー出演している。「ウッティタウン」の後番組「スゴろく」では高杉本人がコメンテーターとして2020年3月末の放送開始～2023年3月末まで出演。
スポーツクライミングの場内MCとしてアジア選手権、ワールドカップ、世界選手権、国体などのビッグな大会で活躍、現在、「スポーツクライミングの実況といえば高杉」となっている。
2020年にはSUP（スタンダップパドルボード）のインストラクターの資格を取り、スクールを開校、SUPの楽しさ伝える活動をしている。さらにハンドボール男子チーム　ジークスター東京のアリーナDJとして専属契約している。
2021年、TOKYO2020オリンピック　スケートボードストリート、男女の会場実況MCを担当、日本人の金メダル2個、銅メダル1個を現場で伝えた。
山梨県立大学特別講師、山梨学院大学特別講師、NPO法人甲府元気エージェンシー専務理事、山梨県自然監視員、Smile Paddle Club 校長など
2024年1月1日に発生した能登半島地震では2日には現地にいち早く入り、防災士として支援要請があった民間老人介護施設で活動をした。

## 出演

### ラジオ
- MAGICAL SNOWLAND（日曜日 1997年10月 - 1998年3月、NACK5）※高杉二郎名義
- エモーショナル・ビート（1998年、TOKYO FM）[1][2]
- TOKYO BAY MORING（木曜日 2001年 - 2002年、bayfm）[1]

番組の最後に「皆さん今日もお気張りやすー!」と叫ぶのが決めゼリフになっていた。
- MOZAIKU NIGHT（月曜日 2001年 - 2003年、bayfm）[1]
- BAY LINE 7300（金曜日 2002年 - 2003年、bayfm）[1]
- ☆RADIO-izm（月曜日 2003年 - 2005年、FM-FUJI）[1]※「POWER STUDIO FROM FUJI」へ移動
- ☆POWER STUDIO FROM FUJI（月・火曜日 2005年4月 - 2009年3月、FM-FUJI）[1]※番組終了後「PUMP UP RADIO」初代木曜担当へ
- NACK5 SATURDAY&SUNDAY LIONS（2004年 - 2005年、NACK5）[1]
- ☆げんこつRADIO SHOW!（土曜日 2005年10月 - 2014年3月、FM PORT）[1]
- ☆PUMP UP RADIO（木曜日 2009年 - 2016年、FM-FUJI）
- ☆GOOD DAY SUMMER SPECIAL〜RESORT NAVIGATION 富士吉田方面レポーター(2010年7月30日、FM-FUJI)
- ☆ Landscape　　（土曜日 2021年 - 、FM-FUJI）

### テレビ
- ナイトinナイト[2]
- 土曜ドラマ「米田家の行方」主演（1994年、NHK）日本放送愛好者協会賞受賞[1][2]
- わらいのじかん（1999年、テレビ朝日）DJ、ナレーション[1][2]
- 真夜中の王国（1999年、NHK-BS2）ナビゲーター[1]
- ジョビれば?（1999年、フジテレビ）英語ナレーション[1]
- すれすれガレッジセール (2000年、TBS) ナレーション[1]
- はねるのトびら（フジテレビ/2010年）スペシャル企画北陽虻川美穂子のガチンコボクシング対決、世界第5位の女子ボクシング選手ステファニー・ダブスのアナウンス。
- つながりファンタジー いつも!ガリゲル（読売テレビ）ナレーション
- ウッティタウン6丁目（2016年1月 - 2020年3月、テレビ山梨）※みなみおばちゃんが出演。
- みなみおばちゃんのガッチリ金曜日（2018年10月 -、テレビ山梨）※みなみおばちゃんが出演。
- スゴろく（2020年4月 - 2023年3月 テレビ山梨）木曜コメンテーター　※レギュラー卒業済み

### 実況
- 西武ライオンズ Baseball DJ（1994年 - 1996年）[1]
- FC東京 スタジアムDJ（2000年）[2]
- SXB（隔週月曜 2001年 - 、 J sports ESPN）[1]
- 2002 FIFAワールドカップ デンマーク vs チュニジア[1]
- TTRスノーボードツアー (GAORA)
- プロレスLLPW（2004年 - 、）[1]
- ヴァンフォーレ甲府 スタジアムDJ（2004年 - 2018年）[1]
- バスケットボール天皇杯皇后杯　場内DJ
- Wリーグ女子バスケットボール　山梨クィーンビーズ　場内DJ
- ラグビー　クリーンファイターズ山梨　　スタジアムＤＪ
- スポーツクライミング場内実況　ワールドカップ、アジア選手権、世界選手権、茨城国体、高校選抜
- ハンドボールジークスター東京　アリーナDJ
- TOKYO2020　スケートボードストリート　男子女子

### テレビアニメ
- ヨシモトムチッ子物語（1998年） - ヤマザキゴキブリ
- こちら葛飾区亀有公園前派出所（2001年） - 外国人
- 遊☆戯☆王デュエルモンスターズ（2000年） - ペガサス・J・クロフォード[1]
- 遊☆戯☆王デュエルモンスターズGX（2004年） - ペガサス・J・クロフォード
- いわかける（2020年）-実況MC　浅沼

### 劇場アニメ
- 下駄とジャズ（1992年）[1]
- 遊☆戯☆王デュエルモンスターズ 光のピラミッド（2004年） - ペガサス・J・クロフォード
- 10thアニバーサリー 劇場版 遊☆戯☆王 〜超融合!時空を越えた絆〜（2010年） - ペガサス・J・クロフォード

### ゲーム
- 遊☆戯☆王ゼアル デュエルターミナル（2008年 - ） - ペガサス・J・クロフォード
- 遊戯王 デュエルリンクス（2016年 - ） - ペガサス・J・クロフォード

### 舞台
- 甲斐レジスタンス（2012年 - ）

### CM
- エイベックス関連CM